# Galeana (botanica)
Galeana La Llave & Lex., 1824 è un genere di piante della famiglia Asteraceae, diffuso in America Centrale.

## Tassonomia
Tradizionalmente il genere Galeana era collocato all'interno della sottotribù Hymenopappinae della tribù Heliantheae.
Recentemente è stato segregato, assieme al genere Villanova, nella sottotribù Galeaninae della tribù Perityleae.

Comprende 2 specie:
- Galeana hastata La Llave
- Galeana pratensis (Kunth) Rydb.